# تسونيي أوكازاكي
تسونيي أوكازاكي (20 يوليو 1972 في البرازيل – )؛ هو لاعب كرة قدم سابق كان يلعب كمدافع.